# Mathias Ntawulikura
Mathias Ntawulikura (* 14. Juli 1964 in Gisovu bei Kibuye in der Westprovinz) ist ein ruandischer Langstreckenläufer.

## Leben
Beim 10.000-Meter-Lauf der Weltmeisterschaften 1991 in Tokio belegte er den siebten, beim 5000-Meter-Lauf der Weltmeisterschaften 1993 in Stuttgart den zehnten und beim 10.000-Meter-Lauf der Weltmeisterschaften 1995 in Göteborg den 15. Platz.
Viermal nahm er an Olympischen Spielen teil. Bei den Olympischen Spielen 1992 in Barcelona scheiterte er im Vorlauf über 10.000 Meter, bei den Olympischen Spielen 1996 in Atlanta wurde er Achter über diese Distanz, beim Marathon der Olympischen Spiele 2000 in Sydney kam er auf den 15. Platz, und beim Marathon der Olympischen Spiele 2004 in Athen belegte er den 62. Platz.
Mathias Ntawulikura hält immer noch (Stand November 2007) drei Landesrekorde: über 3000 Meter (7:41,64 min, 16. August 1992 in Köln), 5000 Meter (13:11,29 min, 9. Juni 1992 in Rom) und über die Marathondistanz (2:09:55 h, aufgestellt als Siebter des London-Marathons 2000). Seine Bestzeit über 10.000 Meter (27:25,48 min) erzielte er am 23. August 1996 in Brüssel.